# Malexander

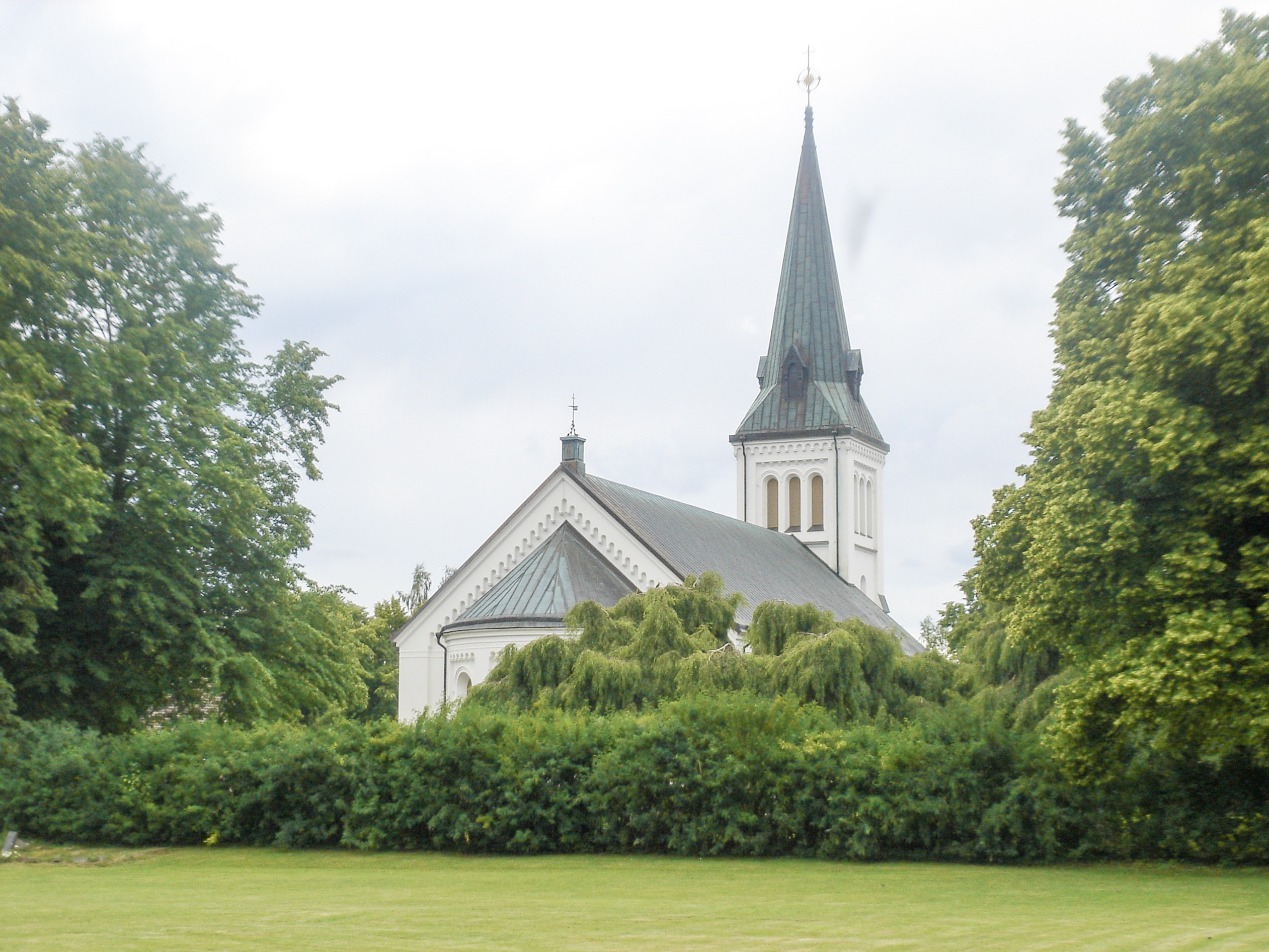
Iglesia de Malexander

Malexander, es un pueblo pequeño, ubicado en Boxholm en la provincia de Östergötland, Suecia. El pueblo está muy cerca del lago Sommen, tiene un espigón que es usado por el barco de vapor S/S Boxholm II. El pueblo es famoso por los asesinatos de dos policías en 1999.